# Louisa Stroux
Louisa Stroux (* 1976 in Wien) ist eine österreichische Schauspielerin beim Theater und Film.

## Leben
Stroux, Enkelin des Schauspielers Karl Heinz Stroux, spielte bereits mit acht Jahren am Burgtheater als Louison in Molières Der eingebildete Kranke. Nach der Matura mit 17 begann sie 1995 eine Ausbildung zur Schauspielerin am Mozarteum Salzburg, die sie 1998 abschloss.
Während ihrer Ausbildung spielte sie schon bei den Salzburger Festspielen (Sommernachtstraum, Regie: Leander Haussmann) und bei den Wiener Festwochen (Richard III., Regie: Peter Zadek).
Ihr erstes fixes Engagement war am Theater Bonn. Es folgten das Deutsche Nationaltheater Weimar, die Städtischen Bühnen Dortmund, das Maxim Gorki Theater Berlin und die Hamburger Kammerspielen.
Von 2005 bis 2010 war sie im Verband des Schauspielhaus Bochum.
Nach einer Babypause ist sie seit 2014 festes Ensemblemitglied am Düsseldorfer Schauspielhaus, wirkt aber auch gastierend am Theater Augsburg.
Stroux lebt mit ihrer Tochter in München.

## Auszeichnungen
- 2000: Nachwuchsschauspielerin des Jahres gewählt vom Land NRW und „Theater heute“
- 2003: Förderpreis des Landes NRW für junge Künstler
- 2004: Deutscher Kritikerpreis für Theater
- 2006: 1. Bochumer Theaterpreis

## Rollen (Auswahl)
- 1999: Die Wahlverwandtschaften, Deutsches Nationaltheater und Staatskapelle Weimar
- 2000: Fräulein Julie, Theater Dortmund
- 2001–2002: Drei Schwestern, Theater Bonn
- 2002–2003: Der Menschenfeind, Theater Bonn
- 2002–2003: Was ihr wollt, Theater Bonn
- 2004–2005: Zeit im Dunkeln
- 2004–2005: Eisen
- 2005: Antigone, Schauspielhaus Bochum
- 2006: Endstation Sehnsucht, Schauspielhaus Bochum
- 2006: Schändung, Schauspielhaus Bochum
- 2007–2009: Die Katze auf dem heißen Blechdach, Schauspielhaus Bochum
- 2007–2010: Penthesilea, Regie: Lisa Nielebrock, Schauspielhaus Bochum
- 2008: Some Girl(s), Regie: Katrin Lindner, Schauspielhaus Bochum
- 2008–2009: Trauer muss Elektra tragen, Regie: Markus Dietz, Schauspielhaus Bochum
- 2009: Wohnen. Unter Glas, Regie: Katja Lauken, Schauspielhaus Bochum
- 2012–2013: Der Kirschgarten (Rolle: Warja), Regie: Klaus Weise, Theater Bonn
- 2013: Was ihr wollt (Rolle: Viola), Regie: Mona Kraushaar, Ernst-Deutsch-Theater Hamburg
- 2014–2015: Die Gerechten, Regie: Michael Gruner, Schauspielhaus Düsseldorf
- 2014–2015: Verrücktes Blut, Regie: Ulf Goerke, Theater Augsburg
- 2015: Am Boden, Regie: Ulf Goerke, Schauspielhaus Düsseldorf
- 2015: Mephisto, Regie: Thomas Schulte-Michels, Schauspielhaus Düsseldorf 2015
- 2016: Gift – Eine Ehegeschichte, Regie: Sven Grunert, Kleines Theater Landshut
- 2017: Geächtet, Regie: Sven Grunert, Kleines Theater Landshut
- 2017: Ein großer Aufbruch, Regie: Nikolai Skyosch, Theater Regensburg
- 2018: Torquato Tasso, Regie: Sven Grunert, Kleines Theater Landshut
- 2019: Bundesjugendballett trifft Shakespeare, Regie: Kevin Haigen, Ernst-Deutsch-Theater Hamburg
- 2019–2022: Medea, Regie: Sven Grunert, Kleines Theater Landshut
- 2020: Konstellationen (Rolle: Marianne), Regie: Péter Sanyó, Theater Dortmund
- 2022–2023: GOTT (Rolle: Vorsitzende), Regie: Sven Grunert, Kleines Theater Landshut
- 2022: Die Unsichtbaren, Regie: John Neumeier, Ernst-Deutsch-Theater Hamburg
- 2023: Am Ende Licht, Regie: Elias Perrig, Ernst-Deutsch-Theater Hamburg

## Filmografie (Auswahl)
- 1994: Auf immer und ewig
- 1996: Der Bergdoktor – Liebeskummer
- 1996: Die Unzertrennlichen
- 1997: Für alle Fälle Stefanie
- 2005: Die Rosenheim-Cops – Eine Leiche on the Rocks
- 2011: SOKO Donau – Endstation (Rolle: Dr. Kröll)
- 2014: SOKO Kitzbühel – Vintage Love (Rolle: Annette Lindner)
- 2016: Die Rosenheim-Cops – Der tote Bote (Rolle: Luise von Ackersberg)
- 2016: Um Himmels Willen – Drunter und Drüber
- 2020: Die Rosenheim-Cops – Der Tote im Gefrierfach (Rolle: Sarah Beck)